# 알바니아 은행
알바니아 은행(알바니아어: Banka e Shqipërisë)은 티라나에 본부를 두고 있는 알바니아의 중앙은행이다. 알바니아 은행은 국가의 모든 지폐와 동전을 발행하고, 은행 부문을 감독하고 규제하며, 정부의 통화 보유고를 유지하는 책임을 지는 독립 기관이다. 알바니아 은행은 알바니아 조폐국의 유일한 소유주이기도 하다.